# Lucien Morisse
Lucien Morisse, alla nascita Lucien Trzesmienski (Parigi, 9 marzo 1929 – Parigi, 11 settembre 1970), è stato un produttore discografico francese.
È stato il direttore del programma d'Europe n° 1 e il direttore generale dell'etichetta Disc'AZ. Ha scoperto talenti quali Dalida, Petula Clark, Christophe, Pascal Danel, Nicole Rieu, Michel Polnareff, Gilles Marchal, Hubert Wayaffe, Micberth.

## Biografia
Discografico della RTF, Lucien Morisse viene notato da Pierre Sabbagh, che gli affidò nel 1950 la colonna sonora del telegiornale, allora trasmessa in diretta. Scelto nel 1956 dai fondatori di Europe n° 1 per promuovere uno stile di radio popolare e vivace, contribuisce notevolmente al successo della giovane stazione radio. Lucien Morisse è soprattutto colui che ha importato dagli Stati Uniti il concetto della playlist. Sua idea è anche l'idea del matraquage ("martellamento") di un titolo (cioè la diffusione ripetuta frequentemente) per farne un successo. La vendita di 45 giri andò a gonfie vele.
Nel mese di aprile 1960, Lucien Morisse, allora responsabile della programmazione musicale in Europe 1 (allora l'Europe n° 1) e conduttore della trasmissione Le discobole, ruppe in diretta il terzo disco di Johnny Hallyday esclamando: "Ecco un disco che ascoltate per la prima e ultima volta!". La leggenda vuole che a Morisse sia mancata l'intuizione Halliday, ma la realtà è più semplice: il disco in questione, uscito un mese prima, era una reinterpretazione di Itsy bitsy, petit bikini già precedentemente cantata da Dalida, all'epoca compagna di Morisse. L'8 aprile 1961 sposò Dalida, dopo 5 anni vissuti insieme, ma il loro matrimonio durò solo pochi mesi. Nel 1963 sposò la modella Agathe Aëms, con cui ebbe due figli.
Lucien Morisse morì suicida l'11 settembre 1970,
Uno degli ultimi artisti che produsse fu il giovanissimo Claude Vorilhon, conosciuto quindicenne, il quale stava viaggiando in autostop attraverso il paese vivendo suonando per la strada e nei locali. Morisse lo promosse su Europe 1 e gli fece firmare un contratto col nome d'arte di Claude Celler. Vorilhon/Celler rilasciò sei singoli iniziando a guadagnarsi un certo successo nel paese, ma la sua carriera venne stroncata improvvisamente dal suicidio di Morisse. In seguito, Vorilhon divenne giornalista di corse automobilistiche e successivamente assunse il nome di Rael divenendo il fondatore di una religione ufologica a suo nome, il movimento raeliano.
Michel Polnareff ha scritto la canzone Chi ha ucciso la nonna? (1971, album Polnareff's) dedicandolo alla sua memoria.